# تمثال كايلاشناث مهاديف
تمثال كايلاشناث مهاديف (بالنيبالية: कैलाशनाथ महादेव)‏ هو أطول معبد شيفا في العالم. وهو ثاني أطول تمثال لإله هندوسي بعد تمثال جارودا ويسنو كينكانا في بالي، إندونيسيا. يقع تمثال كايلاشناث مهاديف في سانغا، على حدود منطقتي بهاكتابور وكافريبالانتشوك في نيبال، على بعد حوالي 20 عن العاصمة كاتماندو.
يبلغ طول التمثال 143 قدمًا (43.5 م)، وتم صنعه باستخدام النحاس والزنك والخرسانة والصلب.

## التصميم والبناء
تم تصميم التمثال ليشبه صور الإله الهندوسي شيفا، وينظر إليه على أنه أعجوبة للهندسة النيبالية. بدأ بناء التمثال في عام 2003 واكتمل في عام 2010. تم بناؤه بشكل أساسي من قبل كمال جاين و "هيلتك"، وهي شركة أسسها جاين في نيبال عام 1992، والتي تتعامل مع منتجات مثل خزانات المياه. شارك المهندسون النيباليون في البناء إلى جانب مهندس هندي متمرس متخصص في تصميم وبناء الهياكل الكبيرة.
يبلغ عمق أساس التمثال حوالي 100 قدم، وهو ضروري لتثبيت المبنى على التلة. بسبب خطر الانهيارات الأرضية المحتملة، تم بناء أساسات اضافية لجعل الأرضية مستقرة.

## السياحة
يأتي حوالي 5000 زائر إلى التمثال في أيام الأسبوع العادية، ويزداد عدد الزيارات في عطلات نهاية الأسبوع والأعياد الوطنية والمهرجانات الهندوسية.
نظرًا لعدد الزوار، ساهم التمثال في تنشيط السياحة الدينية في نيبال محليًا ودوليًا، ورفع النشاط الاقتصادي للمجتمع المحلي، وأثر في تنمية القرى المجاورة.